# Mulcey

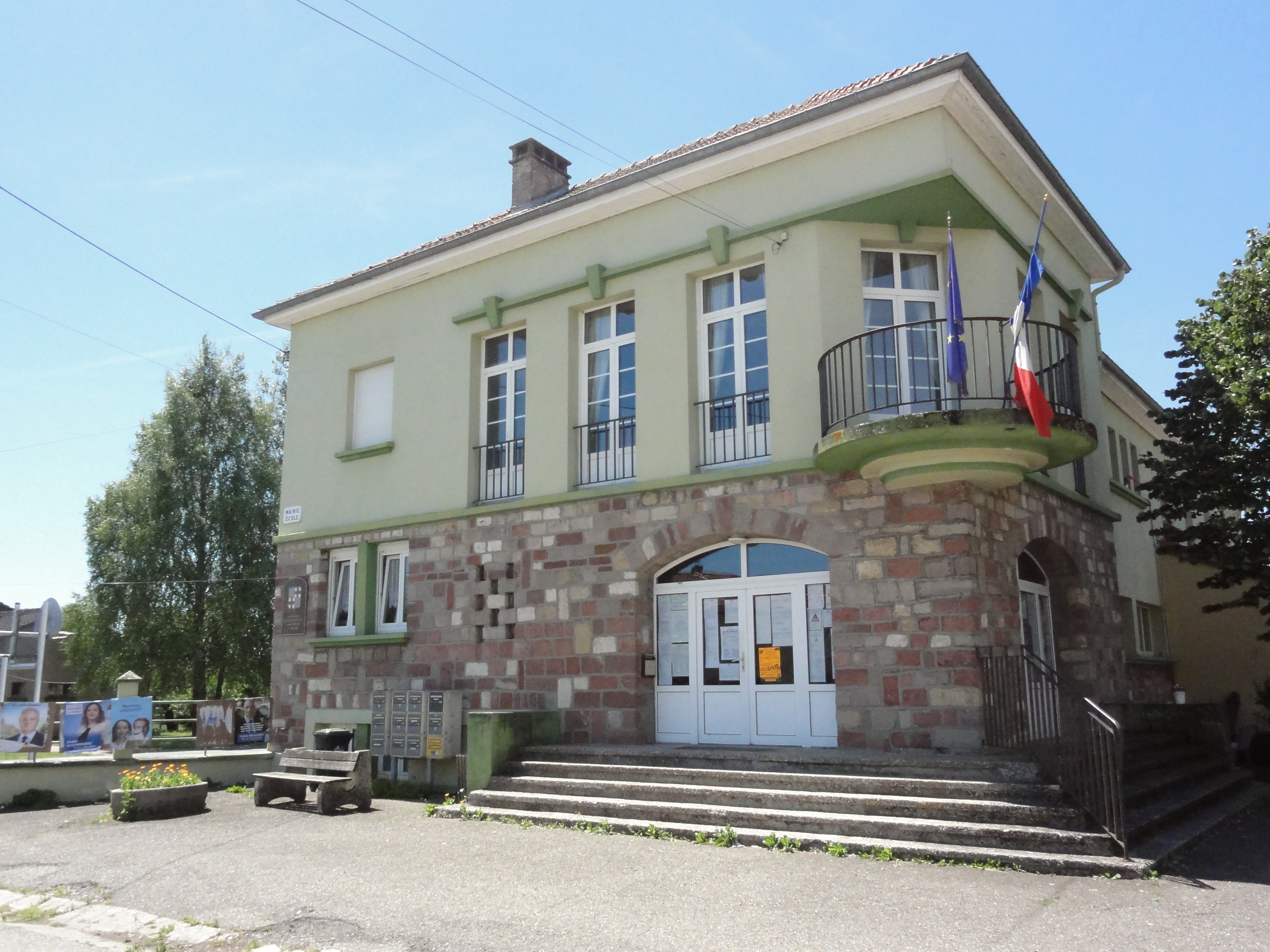
Rathaus- und Schulgebäude

Mulcey ist eine französische Gemeinde mit 209 Einwohnern (Stand 1. Januar 2022) im Département Moselle in der Region Grand Est (bis 2015 Lothringen). Sie gehört zum Arrondissement Sarrebourg-Château-Salins.

## Geographie
Die Gemeinde Mulcey liegt in Lothringen an der oberen Seille  westlich des Linderweihers (Étang de Lindre), 56 Kilometer südöstlich von Metz, 16 Kilometer östlich von Château-Salins und vier Kilometer westlich von Dieuze auf einer Höhe zwischen 201 und 307 m über dem Meeresspiegel. Das 8,34 km² umfassende Gemeindegebiet ist Teil des Regionalen Naturparks Lothringen.
Zu Mulcey gehören die Einzelsiedlungen Moulin de Beck (dt. früher Beck-Mühle) im Nordosten und Moulin de Mulcey im Westen.

## Geschichte
Das Dorf ist alt und gehörte früher zum Herzogtum Lothringen. Es wurde 1191 als Milzeche erwähnt, dann Miltzingen (1478). 1280 hatte das Kloster Vergaville hier schon Güter und 1339 auch das Kapitel St. Georges in Nancy. Im Jahr 1599 wurde ein Mann wegen Hexerei verbrannt.
Durch den Frankfurter Frieden vom 10. Mai 1871 kam die Region an das deutsche Reichsland Elsaß-Lothringen, und das Dorf wurde dem Kreis Château-Salins im Bezirk Lothringen zugeordnet. Die Dorfbewohner betrieben Getreide- und Weinbau.
Nach dem Ersten Weltkrieg musste die Region aufgrund der Bestimmungen des Versailler Vertrags 1919 an Frankreich abgetreten werden. Im Zweiten Weltkrieg war die Region von der deutschen Wehrmacht besetzt.
Der Ort trug 1915–1919 und 1940–1944 den eingedeutschten Namen Milzingen.

### Bevölkerungsentwicklung
| Jahr      | 1962 | 1968 | 1975 | 1982 | 1990 | 1999 | 2007 | 2019 |
| --------- | ---- | ---- | ---- | ---- | ---- | ---- | ---- | ---- |
| Einwohner | 279  | 249  | 242  | 260  | 248  | 221  | 210  | 211  |

## Wappen
Im Gemeindewappen spiegeln sich die früheren Abhängigkeiten von Mulcey: die Sterne symbolisieren die Geburt der Jungfrau Maria, der Petronin der Kirchengemeinde, die Kreuze stehen für das Kapitel des Kathedrale von Nancy, das Besitz und Rechte in Mulcey hatte.

## Sehenswürdigkeiten
- Kirche Mariä Geburt (La Nativité-de-la-Bienheureuse-Vierge-Marie)
- Weg- und Flurkreuze

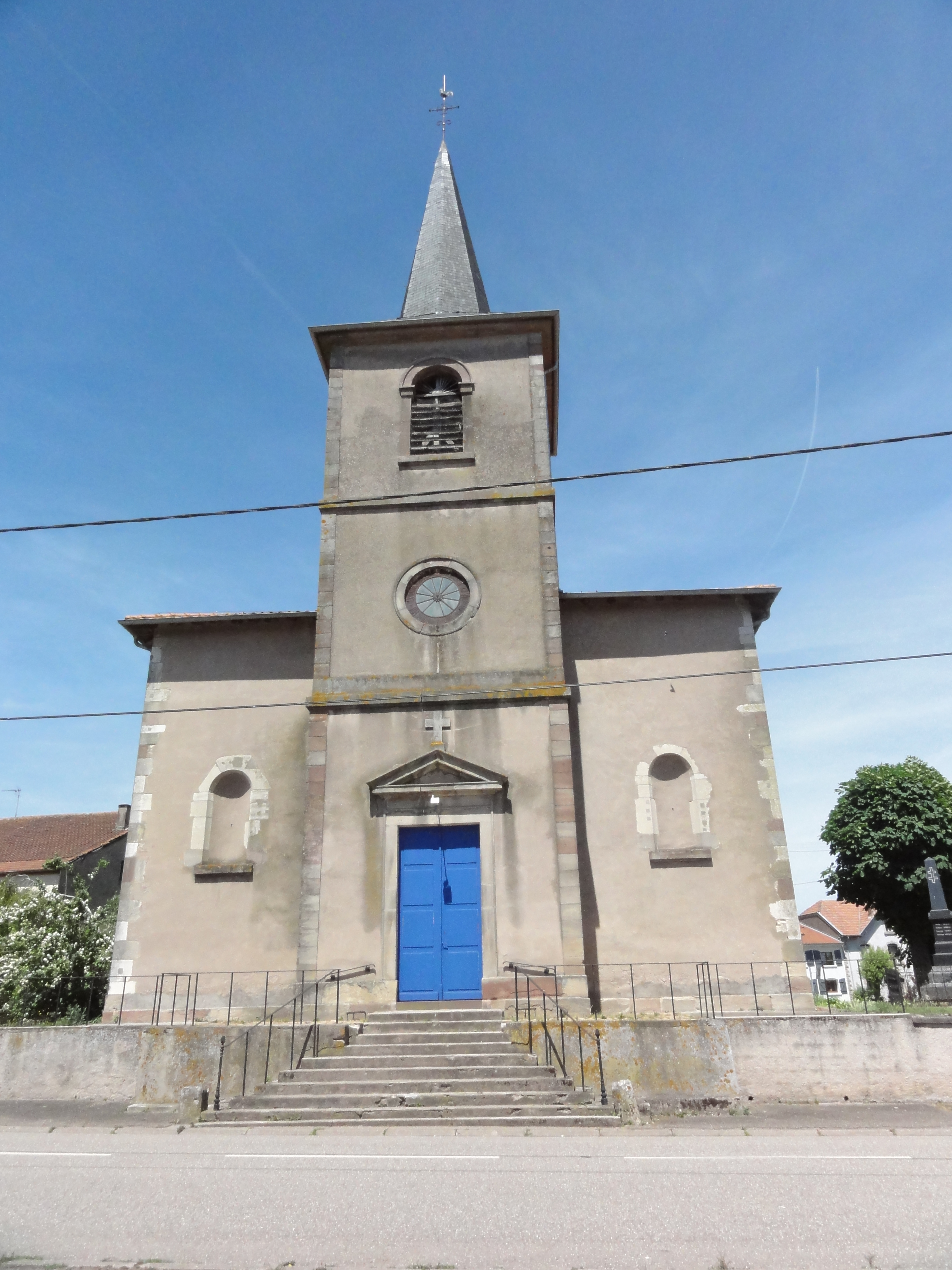
Kirche Mariä Geburt
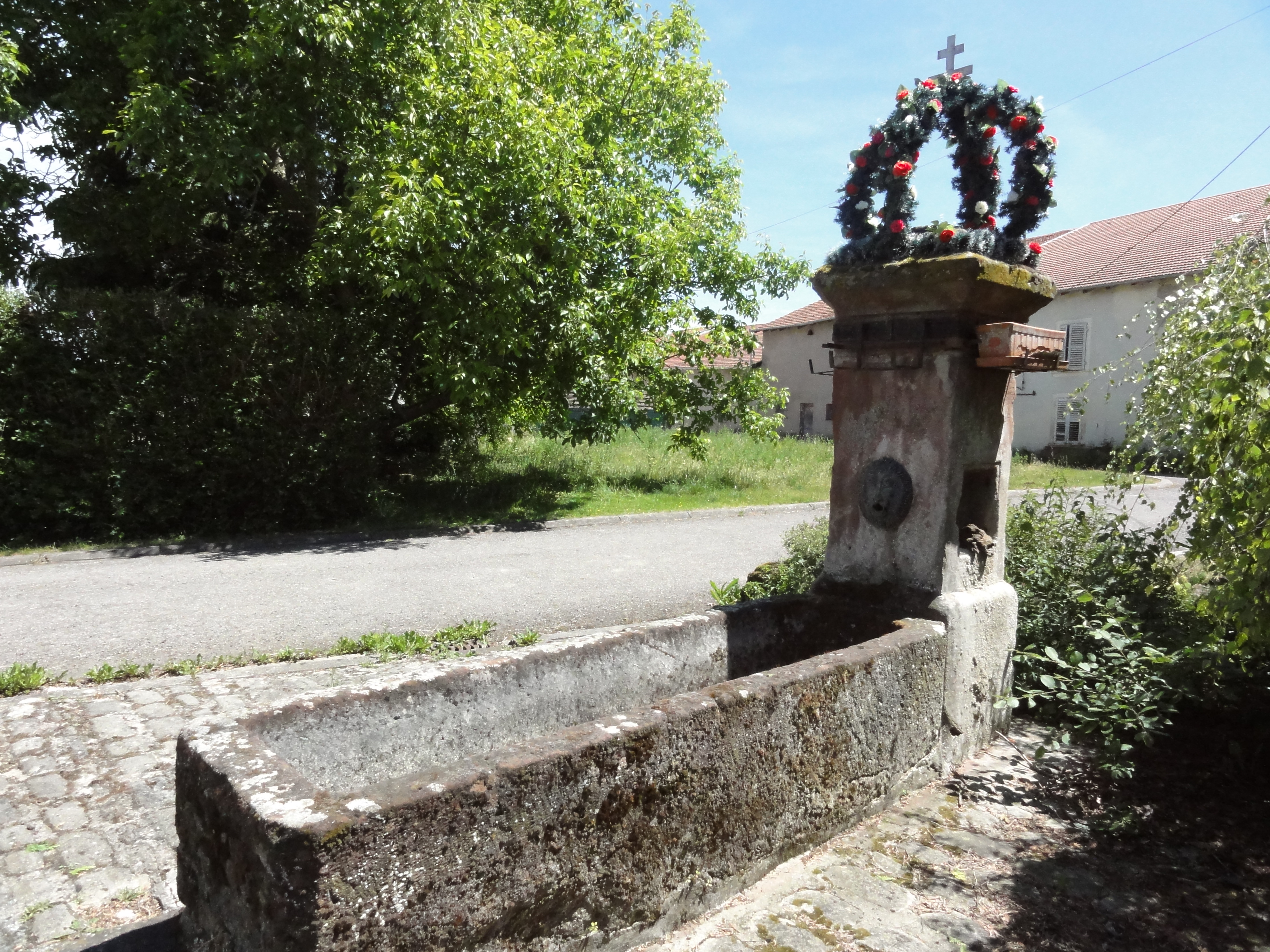
Brunnen und ehemalige Viehtränke
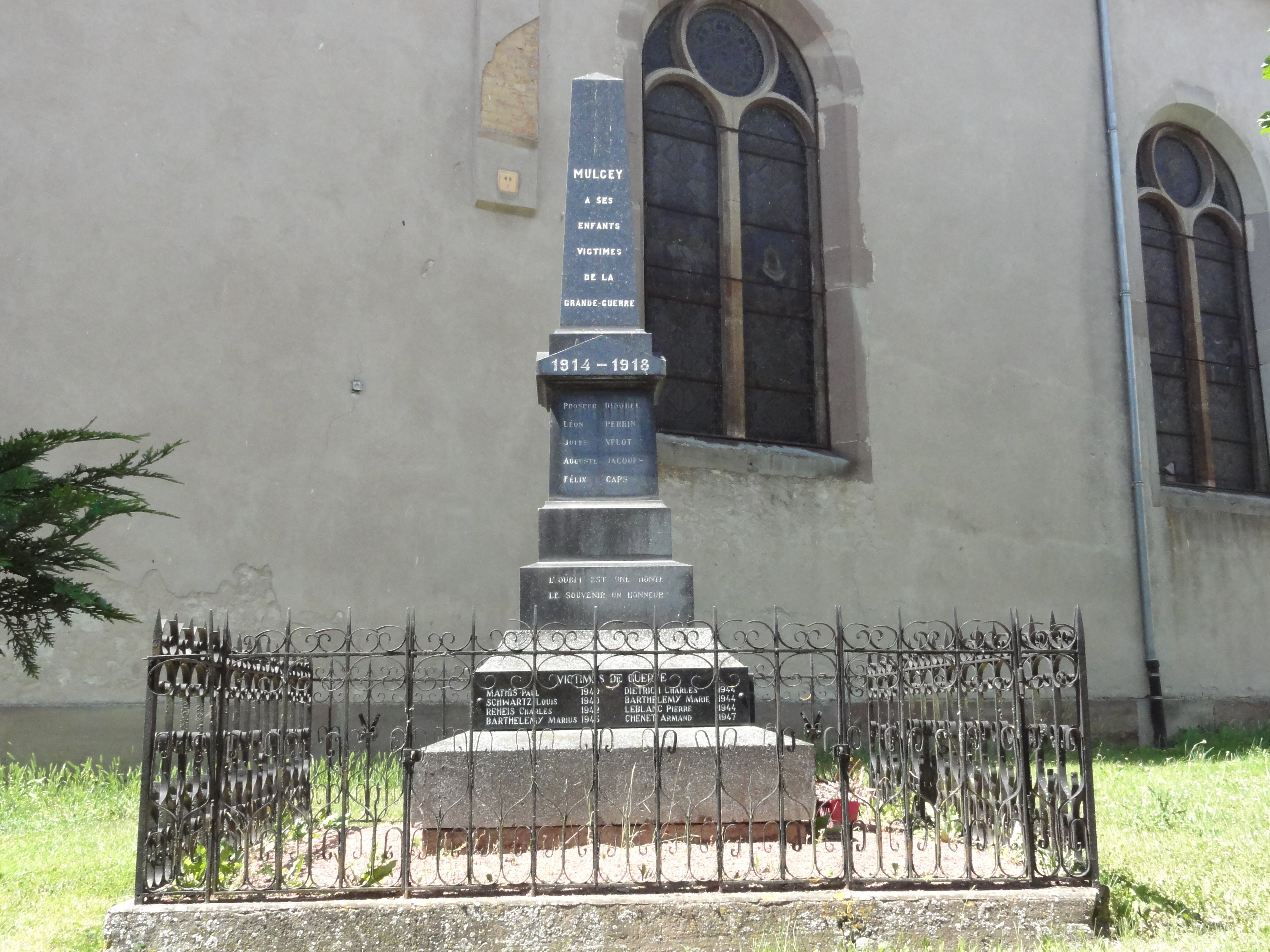
Gefallenendenkmal

Weg- und Flurkreuze in Mulcey
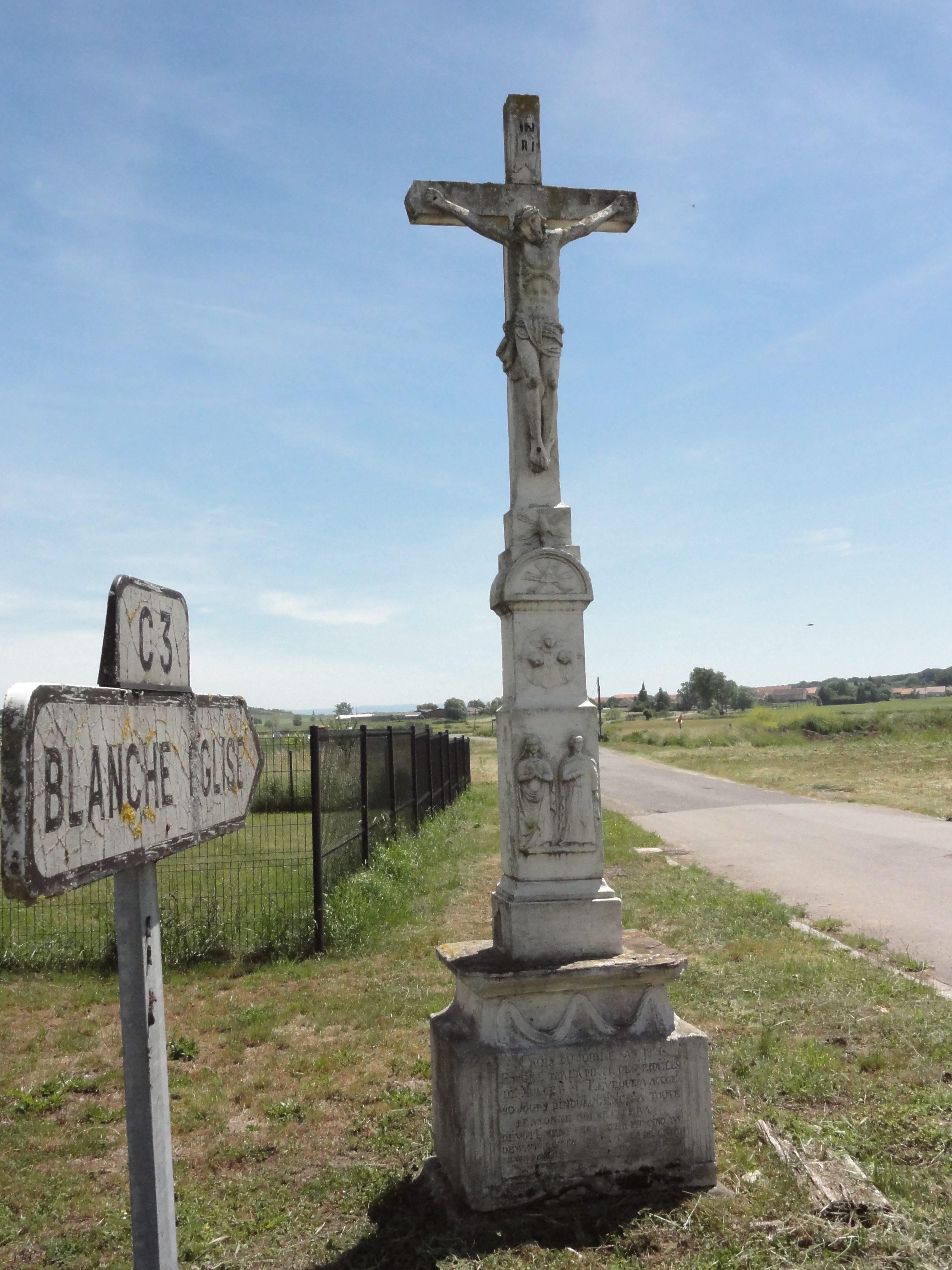
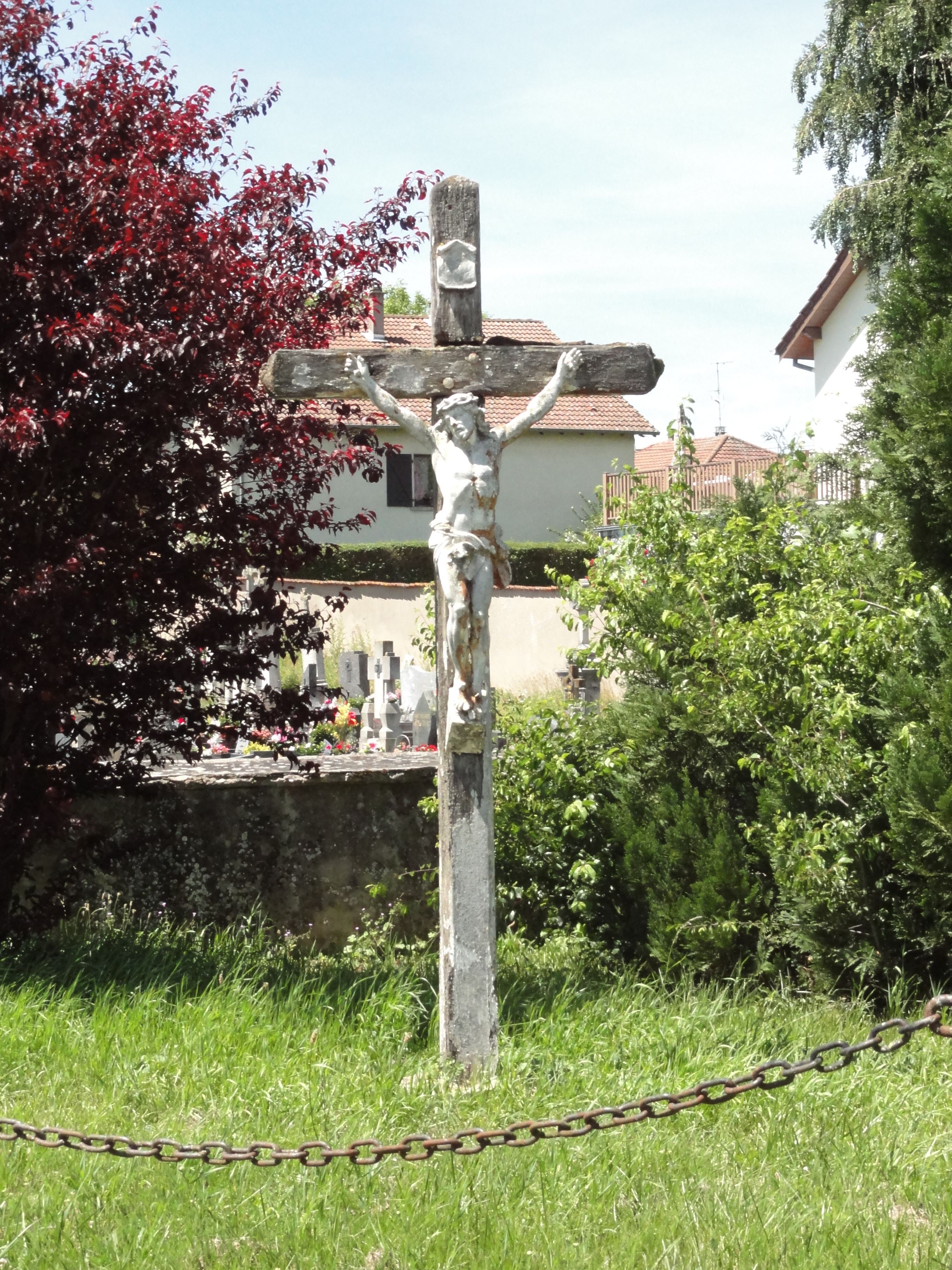
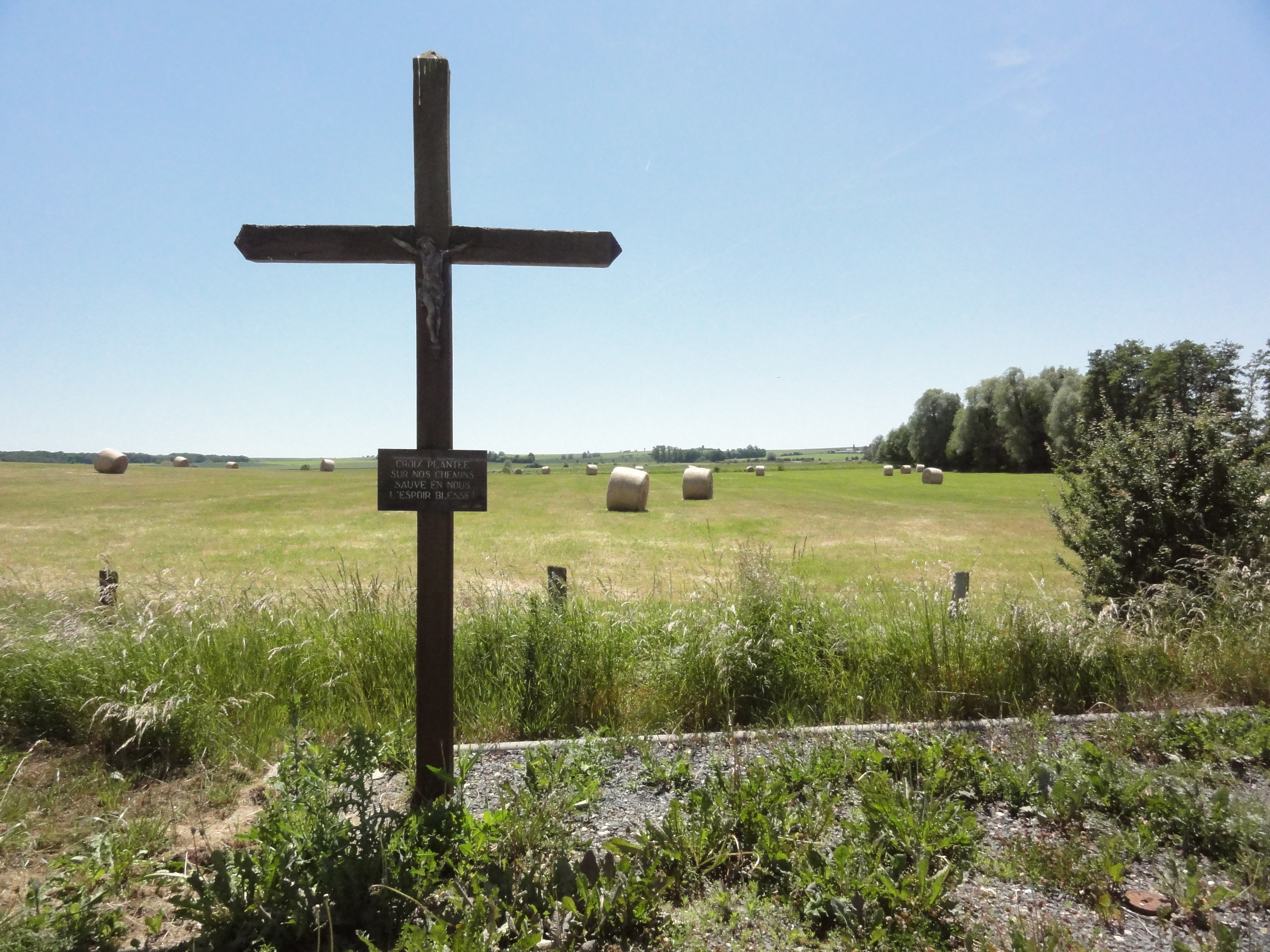